# إغناطيوس اللاكوني
إغنازيو دا لاكوني (10 ديسمبر 1701- 11 مايو 1781) المولود باسم فينسنزو بيس هو روماني كاثوليكي وُلد في ساردينيا، من الرهبانية الكبوشية الفرنسيسكانية. دفعته إصابته بمرض خطير لأن يكرس نفسه لله، فلم يدخل حياته الدينية على أنه كاهنٌ مُرسمٌ. كان بيس معروفًا في ساردينيا بسلوكه المتواضع المترافق مع اهتمامه بالفقراء. اختلط مع جميع الناس الذين قابلهم وكان معطاءً مع أولئك المرضى منهم. لكنه أصبح مشهورًا بأنه صانع العجائب وقيل إنه قام وفقًا لإدعائات في حياته بـ121 معجزة.
سرعان ما أصبح قبر بيس مكانًا تزدهر منه المعجزات وكان هذا أحد أسباب بداية تطويبه. أُبّن في 16 يونيو عام 1940، وطُوّب لاحقًا في عام 1951. ما يزال جسده في كاغلياري غير فاسد.

## حياته
ولد فينسينزو بيس في 10 ديسمبر عام 1701 في ساردينيا واحدًا من سبعة أطفال للفلاحين الفقيرين ماتيا بيس كاديلو وآنا ماريا سانا كاسو. عُمّد باسم «فرانسيسكو إغنازيو فينسينزو»؛ لأنه وُلد بعد حمل صعب ابتهلت والدته فيه شفاعة القديس فرنسيس الأسيزي.
عمل بيس في الحقول كي يدعم والديه. عانى من مرض خطير عام 1719 تقريبًا (كان عمره 17 عامًا)، ما جعله ينذر تكريس حياته لله، وينضم إلى حركة الرهبانية الكبوشية إذا تمكن من التعافي منه. تعافى منه بالفعل لكنه أرجأ الوفاء بنذره بعدما أقنعه والده أن ينتظر، كان والده قلقًا حياله؛ لأنه كان يعتمد على بيس كي يعمل معه في الحقول. ولكن ثمة بعض المؤشرات التي تدل على أن والديه عارضا دخوله إلى الرهبانية. في عام 1721 كان في خطر مرة أخرى عندما أصيب الحصان الذي يمتطيه بالهلع. كان من الممكن أن يقع عنه لكنه ناشد القديس فرانسيس الأسيزي ليساعده، وجدد النذر الذي نذره عندما كان مريضًا. هذه المرة لم يُبدِ والداه أي اعتراضات على أن يصبح راهبًا ومنحاه مباركتهما. غالبًا ما كان في طفولته يدعو الكنيسة بأنها «منزله» واتخذ من لورنس برينديسي مثالًا يحتذي به.
طلب الإذن بالانضمام إلى الدير في كاغيلياري لكن رؤوساء الدير ترددوا بقبوله بسبب صحته الضعيفة. طلب عندها المساعدة من صديق له ذي نفوذ، توسط من أجله وسُمح له بالدخول إلى دار الرهبان في 10 نوفمبر عام 1721. جاهر بيس بإيمانه في 10 نوفمبر عام 1722. على الرغم من مرضه، جعله حماسه يحضر التمارين الروحية للرهبانية ويتفوق في إتقان تطبيق قوانين الرهبانية. منذ عام 1722 حتى عام 1737 عمل في كوخ للحياكة، ومن عام 1737 وما تلاه عمل جامعًا للصدقات.
أمضى بيس وقته في العديد من المهن المختلفة، وعُين لاحقًا باحثًا عن الصدقات بسبب بساطته وأسلوبه المتواضع. كان لديه علاقات جيدة مع الناس في كاغلياري الذين أدركوا أنه على الرغم من أنه كان يجمع الصدقات منهم فقد كان يعيدها لهم بطريقة روحية. اعتُبر سلوكه المتواضع موعظةً في السلوك بالنسبة إلى أولئك الذين كانوا يرونه يتجول، ما جعله شخصية بارزة. نادرًا ما كان يتحدث، وعندما كان يُطلب منه ذلك كان يتحدث بلطف استثنائي وعاطفة كبيرة. كان يعلّم الطلاب وغير المتعلمين أيضًا بأنه مرّ وخرج لراحة المرضى، وحثّ الخطاة كي يهتدوا ويؤدوا الكفارة.
ثمة أسطورة تقول بأنه كان معروفًا بطاعته الصارمة الكلية لرؤسائه حتى إن تطلب ذلك إنكار إرادته نفسها. اعتاد الذهاب إلى منزل مُرابٍ، وكان يخشى أن يكون بقبوله للصدقة منه أن يتقاسم ذنب ظلم هذا الرجل. لكن عندما اشتكى الرجل من ذلك وأمره رئيسه، قبِل الصدقة منه. عندما عاد وفتح الكيس الذي أعطاه إياه المُرابي بدأت الدماء بالتدفق. وقال بيس لأولئك المجتمعين حوله: «هذه دماء الفقراء التي عصرها منهم المرابي». كانت أخت بيس غالبًا تكتب له وتطلب منه زيارتها كي تأخذ نصيحته في بعض الأمور. لم يكن يخطط بيس أن يلبي دعوتها لكن عندما أمره رئيسه بذلك، زارها. لكنه غادر مجددًا حالما انتهى من نصحها. أُرسِل أخو بيس إلى السجن وكان من المتوقع -نظرًا لسمعة بيس- أن الأخير سيتمكن من إخراجه. أرسله رئيسه كي يتحدث مع الحاكم لكنه طلب أن يُتعامل مع أخيه وفقًا للعدالة.
على الرغم من صحته الضعيفة وأمراضه، تابع عمله بصرف النظر عن مشقته. حتى بعد أن أصبح كفيفًا في عام 1779، تابع العمل من أجل مصلحة الناس الذين يحيطون به. توفي بيس في 11 مايو عام 1781 في الساعة 3:00 مساءً في كاغلياري، حيث دُفن.